# Freya bifurcata
Freya bifurcata là một loài nhện trong họ Salticidae.
Loài này thuộc chi Freya. Freya bifurcata được Frederick Octavius Pickard-Cambridge miêu tả năm 1901.